# Театинеркирхе
Театинеркирхе (нем. Theatinerkirche — букв. «церковь театинцев») — католическая коллегиальная церковь Святого Каетана в Мюнхене, была придворной и одновременно орденской церковью ордена театинцев. Это первая церковь, возведённая в стиле итальянского позднего барокко по северную сторону Альп.

## Местоположение
Церковь Св. Каетана расположена у Фельдхернхалле и входит в архитектурный ансамбль площади Одеонсплац.

## История
В 1659 году Генриетта Аделаида Савойская, супруга курфюрста Фердинанда Марии, дала обет в благодарность за рождение наследника возвести красивейшую и ценнейшую церковь. Эта церковь планировалась как придворная церковь и коллегиатская церковь ордена театинцев.
После рождения 11 июля 1662 года кронпринца и будущего курфюрста Макса Эмануэля болонский архитектор Агостино Барелли получил заказ на проектирование и строительство церкви. Для строительства церкви и монастыря была выбрана северная часть района Кройцфиртель прямо под городскими стенами и у городских ворот Швабингертор напротив Резиденции. А уже 19 апреля 1663 г. в основание церкви был заложен первый камень. Образцом для Барелли послужила главная церковь театинцев Сант-Андреа-делла-Валле в Риме. В ходе строительства между Барелли и подрядчиком строительства Антонио Спинелли, театинцами и даже духовником Генриетты возник серьёзный конфликт, который привёл к отставке Барелли.
В 1674 году Агостино Барелли закончил возведение стен и покинул Мюнхен. В том же году преемником Барелли стал швейцарский архитектор Энрико Цуккали. Его основной задачей было внешнее оформление церкви. Цуккали оформил 71-метровый барабан купола и своеобразные навершия башен. Одновременно он работал над декоративным убранством интерьера церкви. В 1674 году Джованни Николо Петри, Джованни Вискарди, а также Абрахам Лойтнер приступили к лепным работам.
Освящение ещё недостроенной церкви состоялось 11 июня 1675 года. Причиной долгостроя стали длительное обсуждение формы фасада. Окончательное решение так и не было принято. Цукалли возвёл по своему проекту с 1684 по 1692 год башни, в 1688 году была завершена внутренняя отделка. С 1692 года и до окончания строительства им руководил Джованни Вискарди. Генриетта Савойская так и не увидела готовую Театинеркирхе, она умерла в 1676 году.
Тем не менее, фасад Театинеркирхе остался незаконченным, поскольку, несмотря на продолжительные дискуссии, сторонам так и не удалось прийти к единому мнению. Лишь почти через сто лет после освящения церкви Франсуа де Кювилье-старший спроектировал фасад церкви в стиле рококо, возведение которого завершил уже его сын.
Внешний облик монастыря определил Цукалли, под чьим руководством Лоренцо Петри осуществлял строительство. Церковь и монастырь образуют большой четырёхугольник между городской стеной, Театинерштрассе, Сальваторштрассе и Сальваторплац.

## Княжеская усыпальница
Поскольку Театинеркирхе служила придворной церковью, в ней находится княжеская усыпальница, которая наряду с подобными ей в церкви Святого Михаила и Фрауенкирхе выполняла функцию гробницы для правившей в Баварии династии Виттельсбахов. При этом существовала традиция погребения сердец в поминальной капелле в Альтёттинге. В настоящее время в усыпальнице погребены 49 представителей династии Виттельсбахов.